# Harry Nilsson
Harry Edward Nilsson III (Brooklyn, 15 de junho de 1941 – Agoura Hills, 15 de janeiro de 1994) foi um cantor e compositor americano de grande sucesso na década de 1970. Creditado em quase todos os seus álbuns, com exceção dos primeiros, como Nilsson, emplacou os singles "Without You", "Everybody's Talkin'" e "Coconut".
Suas canções apareceram em diversos filmes e programas de televisão, e ele foi premiado por dois Grammys; um por "Melhor Vocal Masculino Contemporâneo" por "Everybody's Talkin'" e outro por "Melhor Vocal Masculino Pop" por "Without You".
Morreu em 1994, vítima de insuficiência cardíaca. Foi sepultado no Pierce Brothers Valley Oaks Memorial Park, Westlake Village, Califórnia no Estados Unidos.
Harry Nilsson foi eleito um dos maiores compositores de todos os tempos pela revista Rolling Stone, estando na 62º posição dos maiores compositores.

## Discografia

### Álbuns
- Spotlight on Nilsson (1966)
- Pandemonium Shadow Show (1967)
- Aerial Ballet (1968)
- Harry (1969)
- Nilsson Sings Newman (1970)
- The Point! (1970)
- Nilsson Schmilsson (1971)
- Son of Schmilsson (1972)
- A Little Touch of Schmilsson in the Night (1973)
- Pussy Cats (1974)
- Duit on Mon Dei (1974)
- Sandman (1975)
- ...That's the Way It Is (1976)
- Knnillssonn (1977)
- Flash Harry (1980)
- Papa's Got a Brown New Robe (1994)

### Coletâneas
- Nilsson - Greatest Hits (1978)
- Harry Nilsson - All Time Greatest Hits (1989)
- Personal Best: The Harry Nilsson Anthology (1974)
- Nilsson: Greatest Hits (1980)
- Everybody's Talkin': The Very Best of Harry Nilsson (1980)